# 羅森加滕峰
46°27′16″N 11°37′20″E / 46.454351°N 11.622316°E
羅森加滕峰（義大利語：Cima Catinaccio），是意大利的山峰，位於該國東北部，由博爾扎諾-南蒂羅爾自治省負責管轄，屬於羅森加滕山脈的一部分，距離凱瑟爾科格爾山2.8公里，海拔高度2,981米。